# Yosemite Decimal System

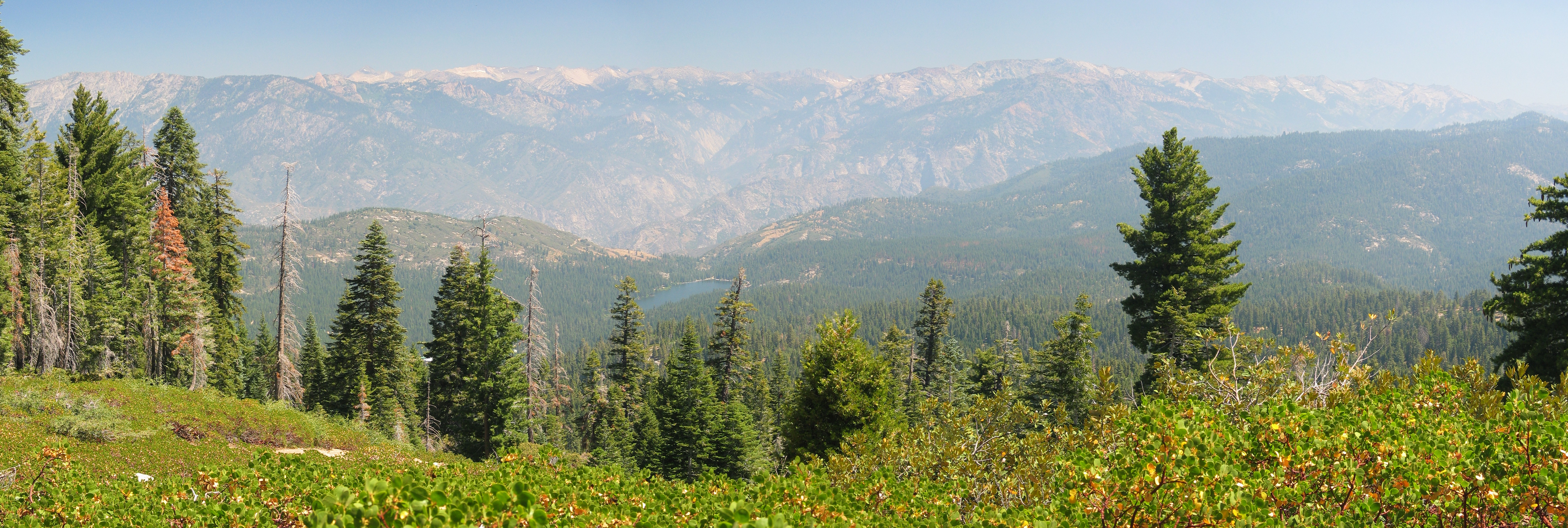
Het Yosemite Decimal System is ontstaan om klimroutes in de Sierra Nevada te classificeren.

Het Yosemite Decimal System (YDS) is een classificatiesysteem dat wordt gebruikt om de moeilijkheidsgraad van wandelroutes, scrambles (lichte klimroutes) en technische klimroutes te beoordelen. Het systeem is voornamelijk in gebruik in de Verenigde Staten en Canada, vooral onder bergwandelaars, trailrunners en klimmers. Het YDS helpt klimmers en wandelaars in te schatten welke vaardigheden, uitrusting en veiligheidsmaatregelen nodig zijn voor een bepaalde route. Het systeem is ontworpen om zowel recreatieve wandelaars als ervaren rotsklimmers duidelijke informatie te geven over het terrein en de gevaren. Hoewel het oorspronkelijk is ontwikkeld voor gebruik in de Sierra Nevada, wordt het inmiddels wereldwijd herkend en in sommige gevallen toegepast als referentie.

## Geschiedenis
Het Yosemite Decimal System werd in de jaren 1930 ontwikkeld door de Sierra Club, een Amerikaanse natuurorganisatie die actief is in het westen van de Verenigde Staten. Het oorspronkelijke doel was om wandel- en klimroutes in de Sierra Nevada te classificeren op basis van hun moeilijkheidsgraad. In eerste instantie was het systeem relatief eenvoudig en vergeleek het routes onderling: een route werd bijvoorbeeld aangeduid als moeilijker dan route A maar makkelijker dan route B. Dit werkte echter alleen voor klimmers die bekend waren met die specifieke referenties.
Hoewel het systeem zijn oorsprong kent in de Verenigde Staten, heeft het sindsdien invloed gehad op andere classificatiesystemen wereldwijd en wordt het vaak gebruikt als referentiepunt bij internationale klimroutes.

## Klassen
Het systeem bestaat uit vijf hoofdklassen:
- Klasse 1: Wandelen op vlak terrein; geen risico op vallen.
- Klasse 2: Eenvoudig klauteren; soms handen nodig.
- Klasse 3: Steile scrambles; handen vereist, valgevaar met mogelijk dodelijke afloop.
- Klasse 4: Eenvoudig klimmen; touw wordt vaak gebruikt vanwege hoog risico.
- Klasse 5: Technisch rotsklimmen; touw en zekeringen verplicht.
  - Sinds de jaren 1950 onderverdeeld van 5.0 (makkelijkst) tot 5.15d (moeilijkst).
  - Subniveaus vanaf 5.10 aangeduid met a–d (bijv. 5.10a t/m 5.10d).

Klasse 6 (hulpklimmen met uitrusting) wordt niet meer binnen het YDS gebruikt.